# ملیک

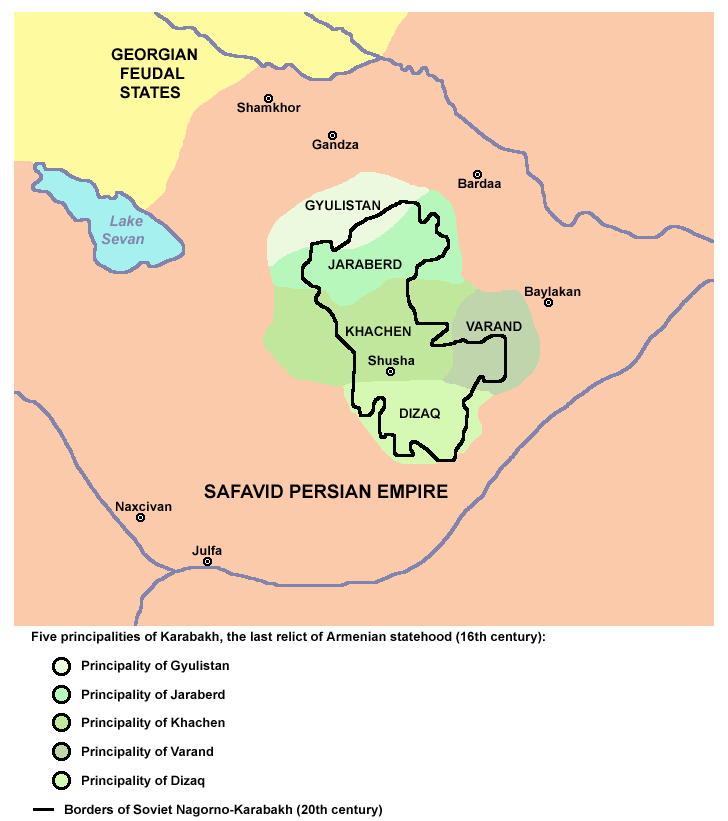
ملیک‌های پنجگانه یا ملوک خمسه قره باغ (گلستان، خاچن، جرابرت، واراندا و دیزک) در دوران شاهنشاهی صفوی

مِلیک (ارمنی: մելիք) یک عنوان موروثی اشرافی ارمنی بود که از دوران قرون وسطای متأخر تا قرن نوزدهم در ارمنستان شرقی استفاده می‌شد. ملیک‌ها نماینده برخی از آخرین بقایای اشراف قدیمی ارمنی بودند. برجسته‌ترین و قدرتمندترین ملیک‌های پنجگانه قره‌باغ (آرتساخ) و سیونیک بودند که بر حاکمیت‌های خودمختار یا نیمه خودمختار موسوم به مِلیکوتسیون (ارمنی:  մելիքություն) تحت فرمانروایی ممالک محروسه ایران حکومت می‌کردند. ملیک‌ها همچنین در ایروان، نخجوان، سوان، لوری، شمال غربی ممالک محروسه ایران و سایر نواحی وجود داشتند. اگرچه در خارج از قره باغ و سیونیک، ملیک‌ها اکثر آنها صرفاً رهبران موروثی جوامع محلی ارمنی بودند، نه فرمانروایان حاکم.
در قرن هفدهم ملیک‌های محلی (ملیک‌ها یا مالکان که شاه عباس کبیر آن‌ها را احیا کرد) اداره نقاط مختلف را در دست گرفتند. نظریات سیاسی شاه عباس مغایر با نظریلات اسلاف او بود. شاه عباس برای اداره مملکتی که از اقوام مختلف تشکیل شده بود، سعی داشت از رهبران خود اقوام استفاده کند تا به این وسیله یکپارچگی مملکت حفظ شود. او اولین پادشاهی بود که رسماً لقب ملیک یا ملک را به رهبران ارمنستان اعطا کرد. ملیک‌های ارمنی، رهبران ارمنیانی بودند که در جنگ‌های شاه عباس با عثمانی‌ها به کمک او شتافتند و در کسب پیروزی پی نقش بسزایی داشتند. به پاس این جان‌فشانی‌ها و فداکاری‌ها بود که شاه عباس به آن‌ها لقب ملیک داد.
ملیک‌های قره باغ هر کدام سپاه و استحکامات نظامی خود را داشتند که به صغنخ معروف بودند. آنها در مورد اختلافات حقوقی مابین باشندگان قلمرو خود، حکم نموده و از ایشان مالیات می‌گرفتند. ملیک‌های قره باغ خود را آخرین سنگر استقلال ارمنستان در منطقه می‌دانستند. پس از فتح ارمنستان شرقی توسط امپراتوری روسیه، ملیک‌ها عموماً به عنوان شاهزادگان شناخته نمی‌شده، بلکه فقط به عنوان اشراف بی عنوان شناخته می‌شدند. بسیاری از ایشان، به ویژه ملیک‌های قره باغ، در ارتش روسیه تزاری به مقام ژنرالی رسیدند.

### مستندات
1. ↑  کتاب ملوک خمسه، قره باغ و پنج ملیک ارمنی آن از فروپاشی صفویه تا جنگ‌های ایران و روس، نویسنده:رافی (هاکوپ ملیک هاکوپیان). ترجمه:آرا دراستپانیان. تهران. پردیس دانش ۱۳۸۴. شابک:۴-۰-۹۶۷۷۷-۹۶۴   صفحات ۱و۲

- مشارکت‌کنندگان ویکی‌پدیا. «Melik». در دانشنامهٔ ویکی‌پدیای انگلیسی، بازبینی‌شده در ۱۶ اکتیر ۲۰۲۴.